# Gâteau de Noël

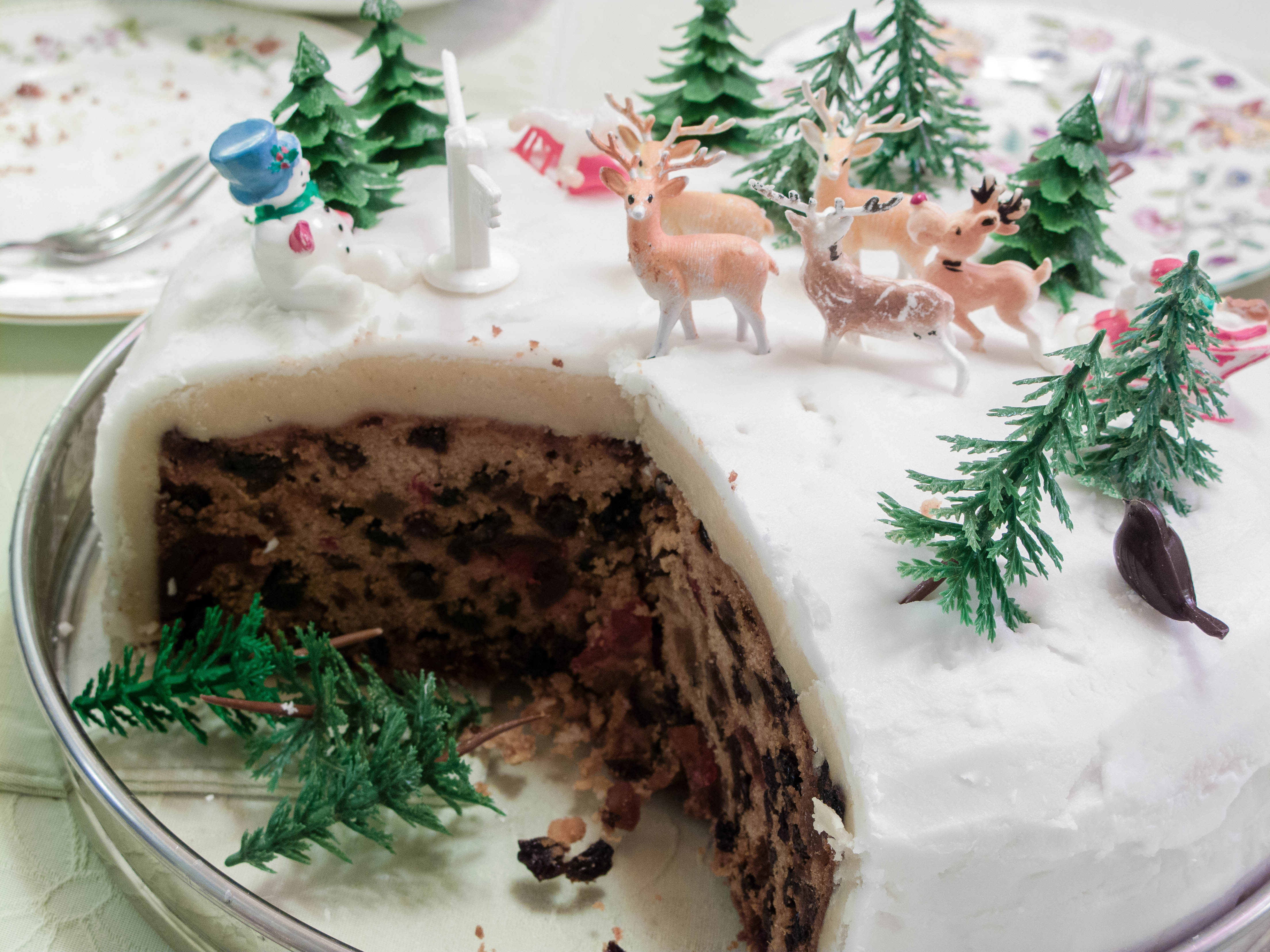
Un gâteau de Noël britannique traditionnel.

Le gâteau de Noël est un type de gâteau traditionnellement servi lors des fêtes de Noël, et plus particulièrement lors du dîner de Noël, dans de nombreux pays.

## Au Royaume-Uni
Le gâteau de Noël est une tradition anglaise qui a débuté sous la forme d'un porridge aux prunes. Le gâteau de Noël anglais traditionnel est composé de raisins de Corinthe, de raisins secs (dorés) et de raisins secs trempés dans du brandy, du rhum, du whisky ou du xérès. Le gâteau peut être recouvert de couches de massepain, puis de glaçage et est généralement décoré, souvent avec des bandes de ruban écossais et des figures de Noël tels que des bonshommes de neige, des sapins ou le Père Noël.